# St. Barbara (Eving)

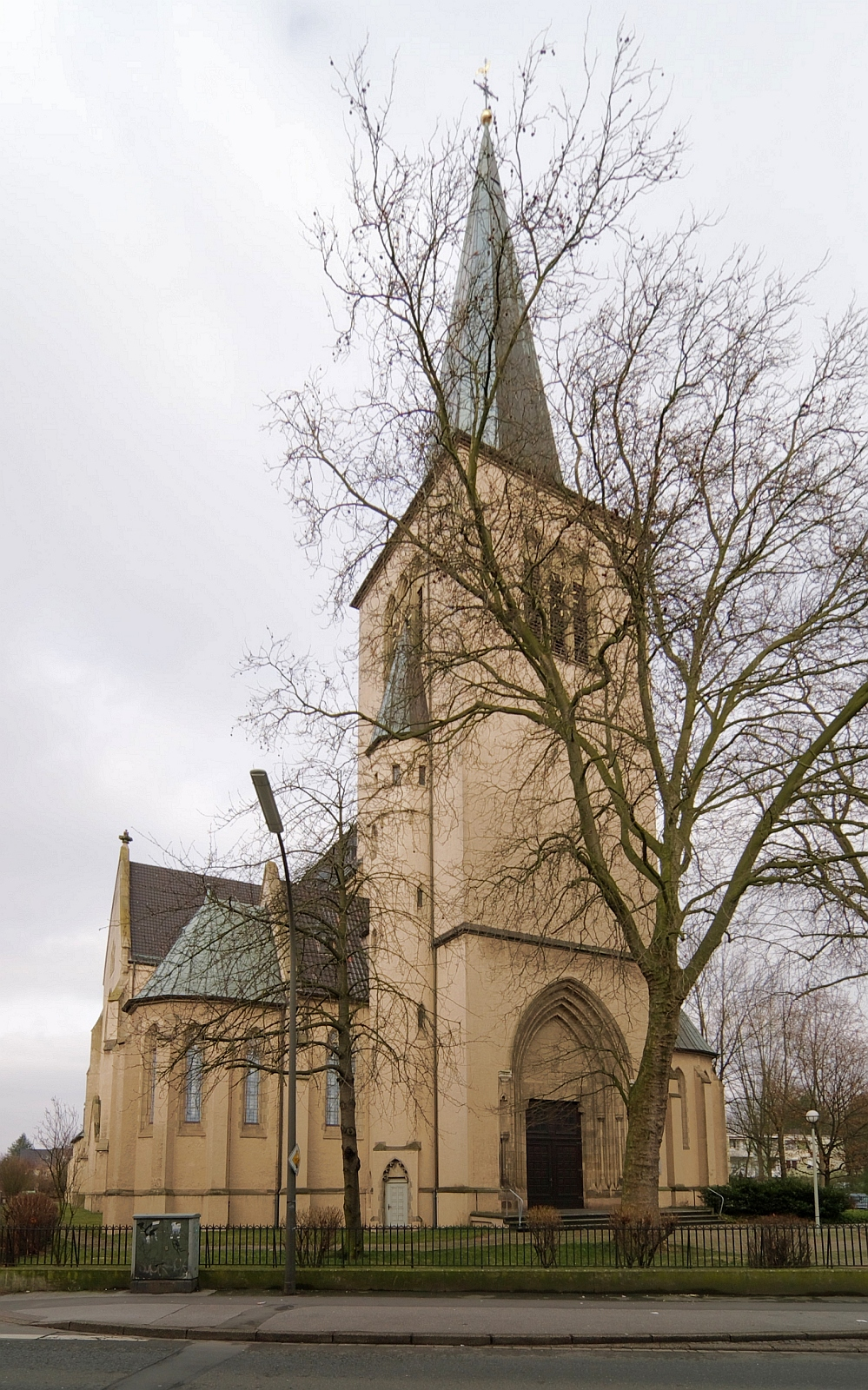
St. Barbara Dortmund-Eving

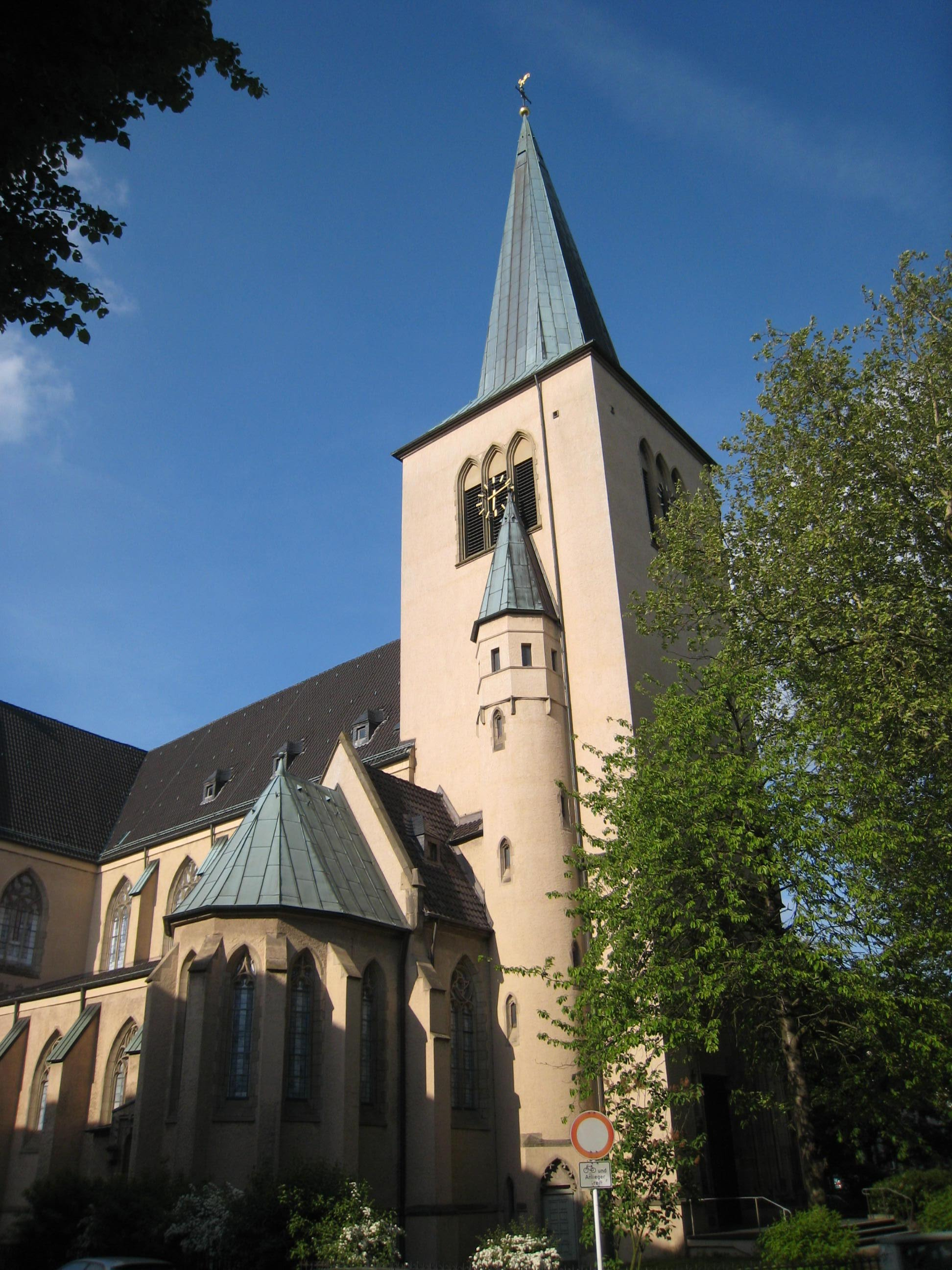
St. Barbara Dortmund-Eving

St. Barbara Eving ist eine römisch-katholische Pfarrkirche in Dortmund-Eving. Sie ist dem Patrozinium der Barbara von Nikomedien unterstellt, die als  Schutzpatronin der Bergleute gilt. Die Kirche ist als Baudenkmal in die Denkmalliste der Stadt Dortmund eingetragen.

## Geschichte
In vorreformatorischer Zeit gab es in Eving und Lindenhorst Kirchen, die der Pfarrei St. Johannes Baptist Brechten zugeordnet waren. Eving wurde in der Reformation fast rein evangelisch, seitdem war für die verbleibenden Katholiken das Dortmunder Dominikanerkloster zuständig, die heutige Propsteikirche. Mit dem Beginn der Kohleförderung auf der Zechen Minister Stein in Eving und Fürst Hardenberg in Lindenhorst wuchs die Zahl der Einwohner von Eving und Umgebung. Der damit verbundene Zuwachs an Katholiken führte dazu, dass sich 1872 der damalige Kaplan der Propsteigemeinde, Johannes Löhers, zwecks Neugründung einer „Mission“ an Bischof Konrad Martin wandte. Wegen des Kulturkampfes ruhten diese Pläne bis 1883.

### Die erste Kirche
1890 wurde dann – finanziert durch eine Schenkung der Gelsenkirchener Bergwerks-AG von zwei Morgen Land und 3.000 Reichsmark sowie durch den Bonifatiusverein und die Propsteigemeinde – in wenigen Monaten durch den Architekten Hermann Wielers eine neugotische, dreischiffige Basilika mit Dachreiter gebaut und der heiligen Barbara, der Schutzpatronin der Bergleute, gewidmet. Obwohl die Kirche im Herbst 1890 fertiggestellt war, wurde diese erst am 9. September 1891 durch Weihbischof Augustinus Gockel konsekriert. Nach nur acht Jahren wurde die kleine „Missonsgemeinde“ im Jahre 1899 zur Pfarrei ernannt. Das einzige erhaltene Kunstwerk aus der ersten Kirche ist eine Krippe, die um 1898 angeschafft wurde.
Ein besonderes Aufgabengebiet der Gemeinde war die Polenseelsorge. Die zahlreichen Polen der Gemeinde stifteten 1900 einen Marienaltar, der heute in der Antoniuskapelle steht. Dort wird jedes Jahr am Gründonnerstag vor dem Ölberg eine Andacht gehalten.

### Bau der heutigen Kirche
Da die gerade erst gebaute Kirche schon bald zu klein war, beauftragte der Kirchenvorstand den Dortmunder Architekten Johann Franziskus Klomp, eine große Basilika zu planen. Diese wurde ab 1905 errichtet, und zwar in der Weise, dass man sie Stück für Stück an die „alte“ Kirche anbaute. So konnte diese zunächst weiterhin genutzt und dann – dem Baufortschritt entsprechend – Stück für Stück abgetragen werden. Die Arbeiten zogen sich hin, zum einen weil es für die Bergmannsgemeinde eine große Last war, eine so große Kirche zu finanzieren, zum anderen infolge des Ersten Weltkrieges. Nach 15-jähriger Bauzeit war die neue Kirche fertig, mit einem Dachreiter, jedoch ohne Glockenturm.
Von Anfang an begleitete bittere Armut die fast ausschließlich von Bergarbeitern bewohnte Gemeinde. Manchmal konnten weder das Gehalt des Geistlichen noch die Handwerker, die immer wieder Bergschäden an der Kirche und an kirchlichen Gebäuden beheben mussten, bezahlt werden. In der Pfarrchronik von 1922 heißt es: „Die Kirche ist […] notdürftig fertiggestellt. Es fehlen […] Platten und Bänke. […] Im Winter ist die Kirche unerträglich kalt. Der Küster hat sogleich seinen Dienst niedergelegt. Das Amt wird von einem Jungen nebenbei verwaltet.“ Eine Heizung wurde erst später eingebaut.
Zeiten besonders großer sozialer Not waren verursacht durch Arbeitslosigkeit infolge der Ruhrbesetzung durch die Franzosen 1923/1924, Bergwerksunglücke, die Weltwirtschaftskrise Anfang der 1930er Jahre und Zechenschließungen. Sie trafen die Gemeinde hart und forderten soziales Engagement: etwa die Einrichtung von Volksküchen und Kinderspeisungen oder die Durchführung von Erholungsaufenthalten für Kinder und Hilfsaktionen für Lebensmittel und Kleidung.
Durch die Bomberangriffe im Zweiten Weltkrieg wurde die Kirche schwer beschädigt.

### Nachkriegszeit, Wiederaufbau und Vollendung der Kirche
Von 1948 bis 1952 wurde St. Barbara wieder aufgebaut. Die nächsten Renovierungen erfolgten aufgrund der Liturgiereform. St. Barbara hat aber – wie einige andere Dortmunder Gemeinden – zusätzlich zu einem schlichten Tischaltar einen Hochaltar bewahrt. Das Besondere an diesem Hochaltar ist, dass dieser nicht von Anfang an in der Kirche stand. Der erste Hochaltar war ein Bilderaltar aus der Entstehungszeit der heutigen Kirche. Dieser Bilderaltar wurde nach dem Konzil aus der Kirche entfernt. Der heutige Hochaltar (um 1906–1908) stammt aus der alten Kirche Mariä Heimsuchung in Dortmund-Bodelschwingh. Der neue Tischaltar, auch Zelebrationsaltar genannt, wurde aus alten Kommunionbänken der Kirche Mariä Heimsuchung gefertigt. Hochaltar und Zelebrationsaltar wurden 1977 geweiht. Im Zelebrationsaltar wurden die Reliquien der heiligen Brüder Ewaldi eingelassen.
Bergschäden erforderten umfangreiche Sanierungen. Das Fehlen eines – ursprünglich von Klomp geplanten, aber nie verwirklichten – Turms und die Baufälligkeit des bisherigen Dachreiters führten zuerst zum Bau eines Turmes mit Glockenstube. Am 20. Oktober 1960 erhielt die Gemeinde endlich ein Geläut der Erdinger Glockengießerei (Karl Czudnochowsky), bestehend aus vier Bronze-Glocken, die zusammen 112 Zentner wiegen. 
Zum 100-jährigen Kirchweihjubiläum kam der Wunsch auf, den Glockenturm zu vollenden. Dazu wurde die „Interessengemeinschaft Kirchturmhelm“ (IGT) ins Leben gerufen, der sich auch ansässige Firmen und die evangelische Gemeinde anschlossen. So konnte 1990 der Helm auf den Kirchturm aufgesetzt werden, der nun als höchstes und weithin sichtbares Wahrzeichens Evings empfunden wird. Damit war 100 Jahre nach dem ersten Kirchbau die St.-Barbara-Kirche fertiggestellt.
In den 1960er Jahren änderte sich die Gemeindestruktur. Viele Familien zogen in andere Stadtteile, die Zahl der Gemeindemitglieder nahm ab, zwischen 1960 und 1980 etwa um die Hälfte. In den 2000er Jahren lösten sich auch die letzten katholischen Vereine (KFD und KAB) auf. Der damalige Diözesanadministrator und heutiger Erzbischof von Paderborn, Hans-Josef Becker, fasste 2003 die Barbara-Gemeinde mit ihren ehemaligen Tochtergemeinden St. Marien (Obereving) und St. Antonius (Brechten) im Pastoralverbund Eving-Brechten zusammen. Im Jahr 2021 wurde der „Pastorale Raum Nordwesten“ errichtet. Er umfasst die Stadtbezirke Eving, Brechten, Bodelschwingh, Nette und Mengede.

## Glocken
| Nr. | Name                         | Guss- jahr | Gießer                        | Gewicht (kg) | Nominal (16tel) | Inschrift und Abbildung |
| --- | ---------------------------- | ---------- | ----------------------------- | ------------ | --------------- | --- |
| 1   | Christusglocke (Totenglocke) | 1960       | Glockengießerei Czudnochowsky |              | b0 +2           | Inschrift: JESUS CHRISTUS; / DEN KÖNIG DER KÖNIGE LASSET UNS ANBETEN! Bildnis: Christkönig, auf einem Thron auf Wolken sitzend, mit Krone, Gloriole und Kreuz, die Hand zum Segen erhoben, in der anderen Hand Weltkugel mit Kreuz. |
| 2   | Marienglocke                 | 1960       | Glockengießerei Czudnochowsky |              | d1 +1           | Inschrift: MARIA, KÖNIGIN DES FRIEDENS, / BITTE FÜR UNS! Bildnis der hl. Maria, auf einem Halbmond stehend, umgeben von einem Strahlenkranz, den Jesusknaben auf dem Arm, in der anderen Hand ein Zepter.                           |
| 3   | St.-Josefs-Glocke            | 1960       | Glockengießerei Czudnochowsky |              | f1 +3           | Inschrift: HL. JOSEF, DU SCHUTZ DER FAMILIEN, / DU VORBILD DER ARBEITER, / SCHUTZPATRON DER KIRCHE GOTTES. / BITTE FÜR UNS! Bild des hl. Josef mit Jesusknaben und Zimmermannswerkzeug.                                             |
| 4   | Barbara-Glocke               | 1960       | Glockengießerei Czudnochowsky |              | g1 +2           | Inschrift: KOMM UNS ZU HILF! FAHR MIT ZU SCHICHT, / SEI UNS IM STOLLEN NAH, / SEI DU DER KNAPPEN ZUVERSICHT. / DU HEIL’GE Barbara Bildnis der hl. Barbara mit Kelch, Schwert und Turm.                                              |

Erwähnenswert ist, dass diese Glocken zur Einweihung der Evangelisch-Lutherischen Versöhnungskirche in Dachau zum ersten Mal geläutet haben und anschließend nach Eving transportiert wurden.

## Trivia
Der Regisseur Adolf Winkelmann drehte in St. Barbara in Eving eine Szene seines Filmes Junges Licht.